# Scuola militare di sanità e veterinaria
La Scuola di sanità e veterinaria militare è l'istituto del Corpo sanitario dell'Esercito Italiano preposto alla formazione, qualificazione e specializzazione sanitaria e veterinaria per gli appartenenti a tutte le armi della forza armata. Dal 1998 ha sede presso la caserma 'Vito Artale', nella città militare della Cecchignola di Roma.
Fino al 2013 dipendente dal Comando dei Supporti delle Forze Operative Terrestri.
Dal 1º gennaio 2013 la Scuola è passata alle dipendenze del Comando per la formazione, specializzazione e dottrina dell'Esercito.
Successivamente, dal 1º gennaio 2022, dipende gerarchicamente dal Comando di Sanità e Veterinaria.

## Storia

### Origini
Il 1º gennaio 1883 nacque a Firenze la Scuola di Sanità Militare, acquartierata nella caserma 'Francesco Redi' sita in un complesso di edifici monastici risalenti al XIV secolo.
Nei successivi 100 anni ha preparato oltre 60.000 ufficiali medici di complemento.

### Il trasferimento a Roma
Il 15 luglio 1998 la scuola è stata rinominata "Scuola di sanità e veterinaria militare" ed è stata trasferita alla Cecchignola (Roma).

### Il Comandante
Dal 13 aprile 2022 è comandata dal Col. sa. (Med) t.ISSMI Giuseppe Maria Antonio Algieri.

## Compiti
Svolge corsi formativi, di qualificazione e di specializzazione per ufficiali, sottufficiali, allievi marescialli e sergenti, volontari in servizio permanente e in ferma prefissata appartenenti a tutte le Armi dell'Esercito. Dal 2009 svolge inoltre i corsi "Combat Life Support" per la qualifica di Soccorritore militare.
Dalla Scuola dipende un battaglione addestrativo che provvede sia all'attività addestrativa che funzionale dell'ente.